# Волжско-Донской листок
«Волжско-Донской листок» — газета, издававшаяся в Царицыне со 2 января 1885 года по 28 ноября 1897 год 3 раза в неделю: по воскресеньям, средам и пятницам. Всего вышло 1983 номера. Номинальный редактор-издатель отставной поручик Иван Васильевич Петров, участия в газете ни лично, ни материально не принимал. Фактический издавал и редактировал газету Евграф Дмитриевич Жигмановский.
Разделы: правительственные распоряжения, телеграммы Северного телеграфного агентства, городская хроника, коммерческая корреспонденция с Волги и Дона, перепечатка из других газет всякого рода коммерческих сведений, справочные цены на продукты, материалы, фрахты, денежные курсы, объявления.